# Wielki Komor
Wielki Komor, Ngazidja (kom. Ngazidja, fr. Grande Comore) – największa wyspa w archipelagu Komorów, część składowa Związku Komorów, położona na północny zachód od pozostałych wysp.
W 2006 roku zamieszkiwało ją ponad 316 tys. ludzi.

## Geografia

Mapa topograficzna wyspy

Na zachodnim wybrzeżu leży u stóp Kartali stolica wyspy i całego kraju Moroni. Niemal wszystkie miasta i miejscowości na wyspie usytuowane są na wybrzeżu: Iconi, położone niedaleko stolicy z ruinami sułtańskiego pałacu, Mitsoudjé, Mbeni (północny wschód) i Foumbouni (południowy wschód), Mitsamiouli (port rybacki na północy) czy Ounkazi i Dembéni (na południu).
Na wyspie znajdują się dwa duże wulkany: w środkowej części – Kartala, który jest najwyższym szczytem Komorów (2361 m n.p.m.), a na północy masyw La Grille.

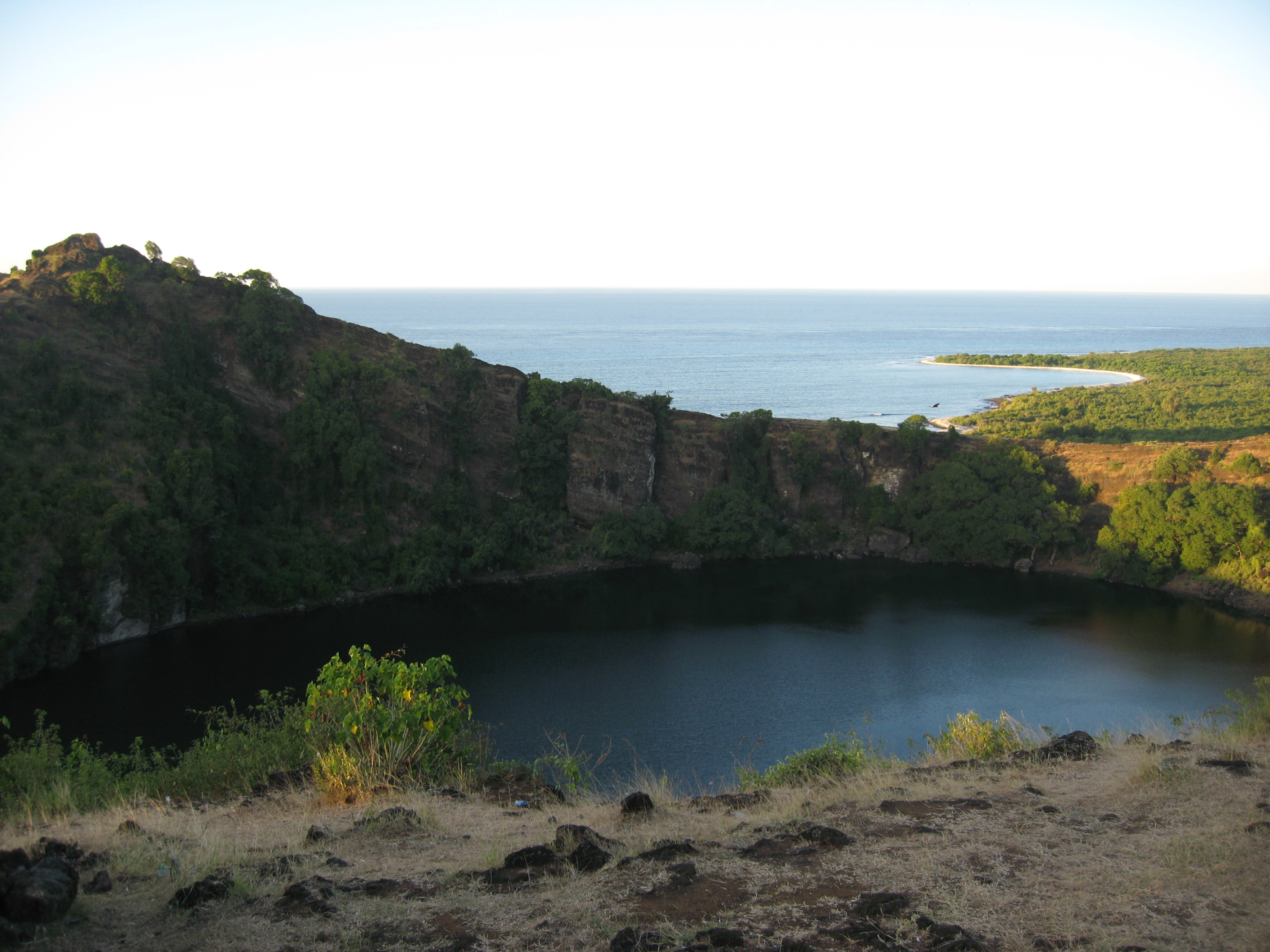
Jezioro wulkaniczne Niamawi na północnym wybrzeżu Wielkiego Komoru

## Historia
Do 1886 wyspa była podzielona na 10 sułtanatów:
- Bambao
- Itsandra
- Mitsamihuli
- Bajini
- Hambu
- Washili
- Hamahame
- Mbude
- Hamvu
- LaDombe

W 1886 Saidi Ali ibn Saidi Omar, sułtan Bambao, zjednoczył wszystkie sułtanaty tworząc Sułtanat Wielkiego Komoru. W tym samym roku wyspa znalazła się pod protektoratem Francji. Od 1911 formalnie kolonia francuska.
W 1975 wraz z wyspami Anjouan i Mohéli utworzyła państwo Komory. Po secesji Mohéli i Anjouan w 1997 była przez pewien czas jedyną wyspą pod władzą rządu federalnego.
Na mocy nowej konstytucji z 2002 Wielki Komor stał się jedną z trzech autonomicznych prowincji tworzących Związek Komorów.

## Transport
Sieć drogowa jest słabo rozwinięta. Jedna droga oplata całą wyspę.
Na wyspie znajdują się porty lotnicze: Moroni oraz Iconi.

## Prezydenci Wielkiego Komoru
- Mzé Abdou Soulé Elbak (2002–2007)
- Soulé Ahamada Mroivili (2007)
- Soudjay Hamadi (tymczasowo) (2007)
- Mohamed Abdoulwahab (2007–)